# Grandidierella indentata
Grandidierella indentata is een vlokreeftensoort uit de familie van de Aoridae. De wetenschappelijke naam van de soort is voor het eerst geldig gepubliceerd in 1979 door Ledoyer.